# Cycas rumphii
Cycas rumphii Miq., 1839 è una pianta della famiglia Cycadaceae, nativa delle Isole Molucche.
Il nome della specie è un omaggio al naturalista olandese Rumphius (Georg Eberhard Rumpf, 1628-1702), funzionario della Compagnia Olandese delle Indie Orientali.

## Descrizione
Ha portamento arborescente con tronco eretto, non ramificato o poco ramificato, alto sino a 10 m e con un diametro di 10–25 cm.
Le foglie, pennate,  sono di colore  verde chiaro, brillanti, lunghe 150–200 cm. Le foglie giovani sono ricoperte da un tomento color arancio che è assente nelle foglie adulte. Il picciolo, spinoso,  è lungo 30–50 cm. Ogni foglia è formata da 75-100 paia di foglioline lanceolate, lunghe 20–30 cm, di colore verde scuro, brillante, inserite sul rachide con un angolo di 70-85°.
I coni maschili sono in genere singoli, eretti, cilindrico-ovoidali, lunghi 35–55 cm, di colore arancio chiaro. I macrosporofilli femminili, lunghi 18–35 cm, sono di colore arancio e reggono ciascuno da 4 a 8 ovuli.
I semi sono dotati di un rivestimento spugnoso che consente loro di galleggiare; tale caratteristica ne ha facilitato la disseminazione via mare permettendo alla specie di diffondersi in un largo bacino compreso tra l'Oceano Indiano e l'Oceano Pacifico.

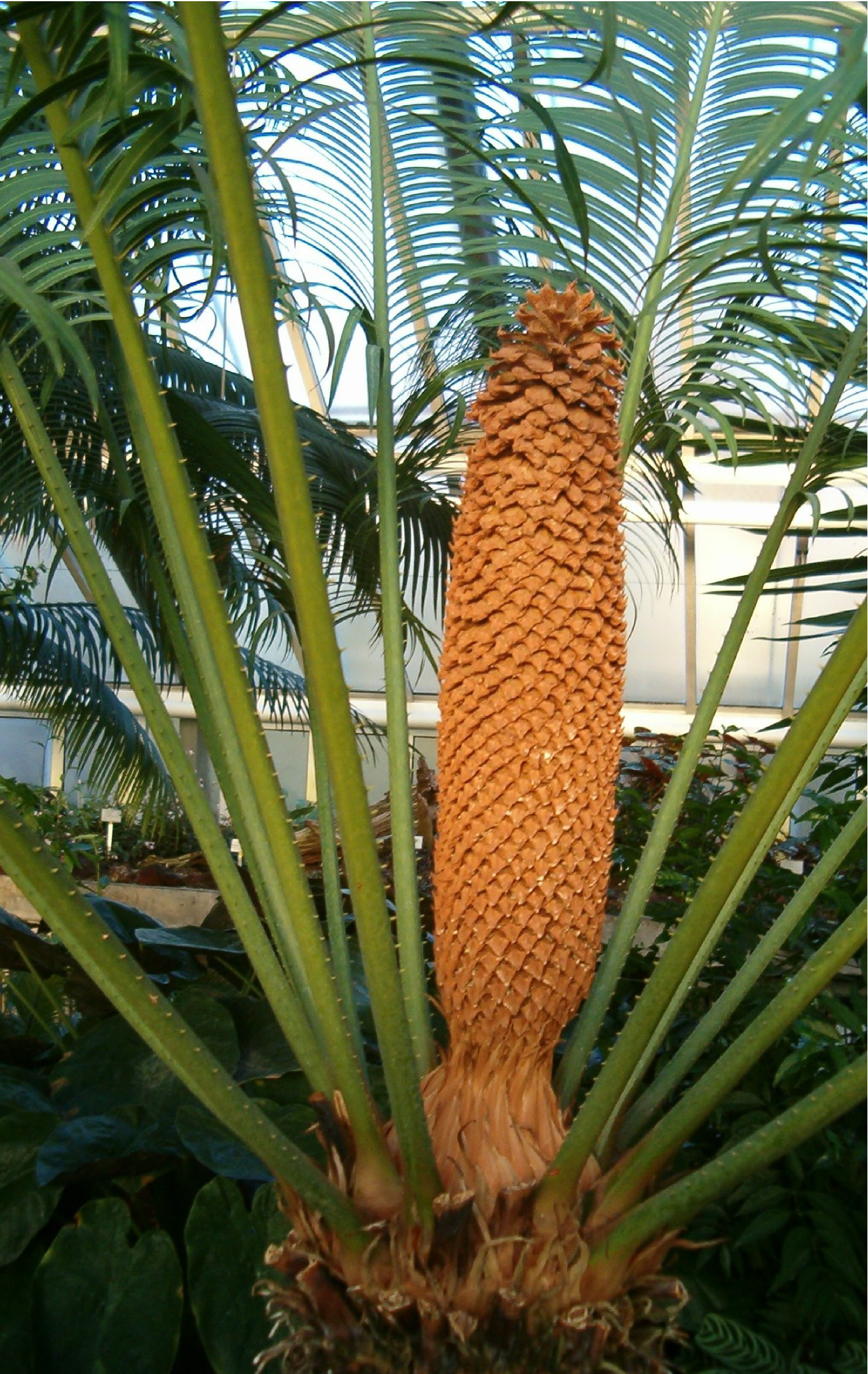
Cono maschile
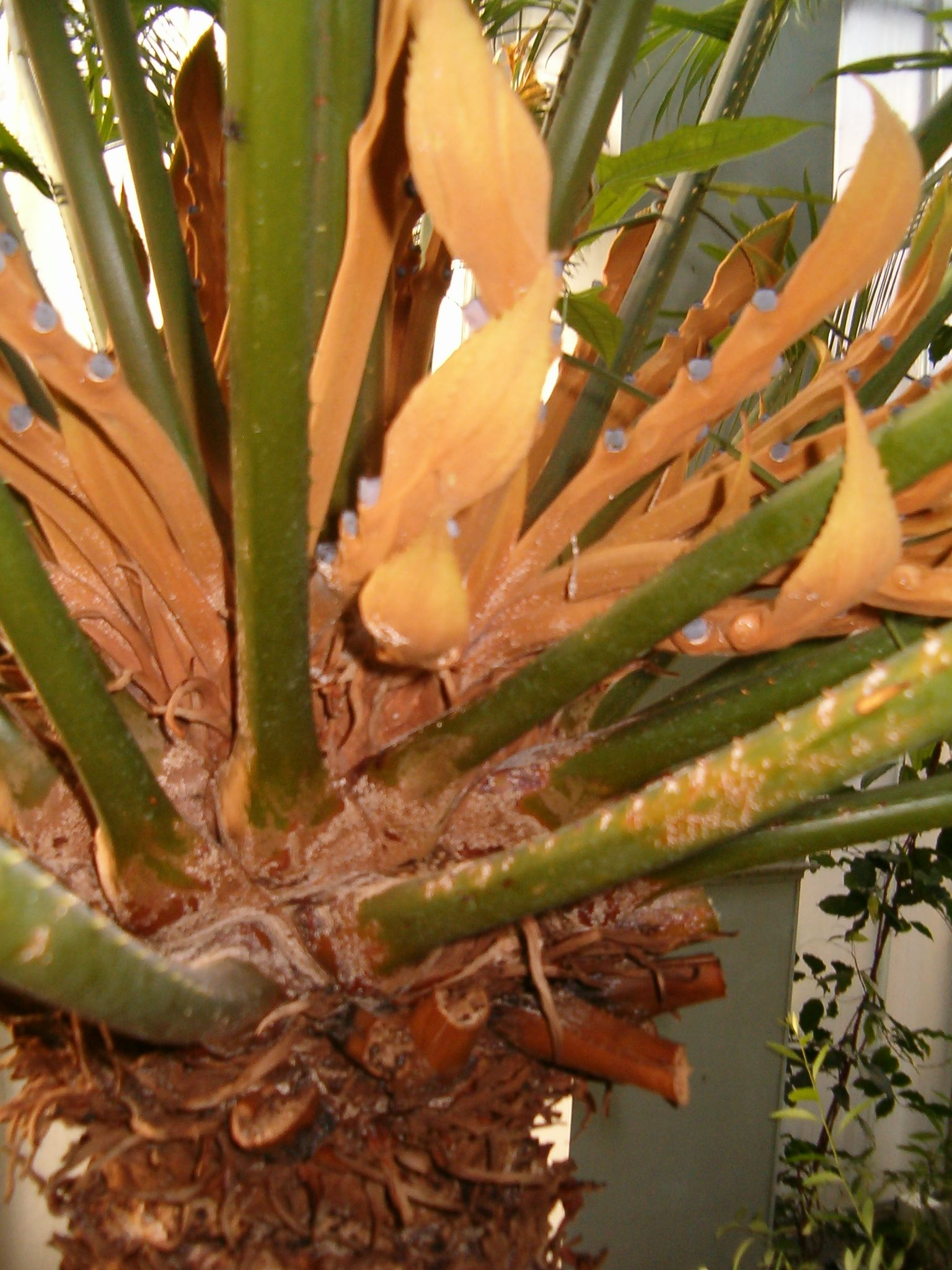
Macrosporofilli
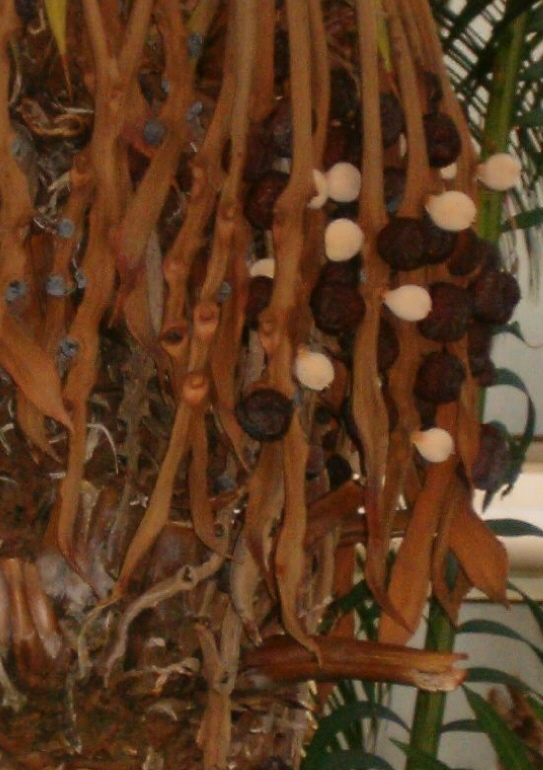
Macrosporofilli con semi maturi

## Distribuzione e habitat
La specie ha una distribuzione centrata sul gruppo delle Isole Molucche (Maluku).

Il suo areale si estende a est verso la Papua Indonesiana e per breve tratto lungo la costa settentrionale della Papua Nuova Guinea, e a nord sino a Sulawesi. Verso ovest, sino al  Borneo meridionale e a Giava nord-orientale.
Cresce in boschi e foreste, principalmente nelle aree costiere, ad altitudini al di sotto dei 200 m, generalmente in terreni sabbiosi con substrato calcareo.